# Rudolph Peters
Rudolph Albert Peters FRS (Kensington, 13 de abril de 1889 — 29 de janeiro de 1982) foi um bioquímico britânico.
Foi eleito membro da Royal Society em 1935. Foi Professor Whitley de Bioquímica da Universidade de Oxford, de 1923 a 1954.

## Vida
Ele nasceu em Kensington, em Londres, filho do Dr. Albert EDR Peters (1863-1945), um médico, e sua esposa, Agnes Malvina Watts (1867-1950).
Ele foi educado no Wellington College, Berkshire, e depois estudou Medicina no King's College London e Gonville and Caius College, Cambridge.
Na Primeira Guerra Mundial, ele serviu no Royal Army Medical Corps como oficial médico do 60º Rifles. A partir de 1917, ele foi designado para a seção de guerra química em Porton Down. Após a guerra, ele voltou para a Universidade de Cambridge lecionando Bioquímica. Em 1923 foi nomeado Professor de Bioquímica na Universidade de Oxford.
Após a Segunda Guerra Mundial, ele pesquisou o metabolismo do piruvato, com foco particular na toxicidade do fluoroacetato. O fato de o fluoroacetato em si ser muito menos tóxico do que seu metabólito fluorocitrato o levou a cunhar o termo " síntese letal ", que foi o título de sua Palestra Crooniana de 1951.
Peters se aposentou da academia em 1954 para estabelecer, aos 65 anos, um novo departamento de bioquímica na Unidade de Fisiologia Animal do Agricultural Research Council em Babraham; ele se aposentou cinco anos depois.
Ele foi eleito FRS em 1935. Em 1940, recebeu o Prêmio Cameron de Terapêutica da Universidade de Edimburgo. Ele foi nomeado cavaleiro pela Rainha Elizabeth II em 1952 e eleito Membro Honorário da Royal Society of Edinburgh em 1957.
Ele morreu em Cambridge em 29 de janeiro de 1982 e foi cremado lá em 4 de fevereiro.

Alguns dos papéis de Sir Rudolph estão guardados na Biblioteca Bodleian.